# Lake Placid, New York
Lake Placid är en ort belägen i countyt Essex County i delstaten New York i USA, 606 meter över havet, vid sjöarna Lake placid och Mirror lake.
År 2000 hade orten 2 638 invånare.
Lake Placid är en vintersportort belägen vid bergsområdet Adirondack Mountains. Orten började utvecklas som turistort i slutet av 1800-talet. I Lake Placid hölls de Olympiska vinterspelen 1932 och 1980. Lake Placid har även anordnat världsmästerskapen i skidskytte 1973, VM i ishockey för damer 1994 samt tävlingar vid världsmästerskapen i nordisk skidsport 1950.

## 1932 års vinterspel
Vid 1932 års vinterspel användes banorna utanför orten för längdskidåkning samt längdskidåkningsmomentet vid tävlingarna i nordisk kombination. Lake Placid, Sankt Moritz och Innsbruck är de enda platserna som har varit värd för de olympiska vinterspelen två gånger.
Jack Shea, invånare i Lake placid, blev den första personen att vinna två guldmedaljer när han dubblerade i snabbskridskoåkning vid vinter-OS 1932. Han bar den olympiska facklan genom Lake Placid 2002 strax före sin död. Hans barnbarn, Jimmy Shea, tävlade i vinter-OS 2002 i Salt Lake City, Utah, till hans ära, och vann guld i skeleton.

## Ekologi
Enligt A. W. Kuchler U.S. potentiella naturliga vegetationstyper skulle Lake Placid ha en dominerande vegetationstyp av nordligt lövträd/gran (108) med en dominerande vegetationsform av nordliga lövträd. Växthärdighetszonen är 4a, med en genomsnittlig årlig lägsta lufttemperatur -32,8 °C.. Vårblomningen når vanligtvis sin topp ungefär den 12 maj och höstfärgerna når vanligtvis sin topp runt den 1 oktober.

### Fotnoter
1. ↑  United States Census Bureau, 2016 U.S. Gazetteer Files, United States Census Bureau, 2016.[källa från Wikidata]
2. ↑  United States Census Bureau, 2010 U.S. Gazetteer Files, United States Census Bureau, 2010, läst: 9 juli 2020.[källa från Wikidata]
3. ↑  United States Census Bureau (red.), USA:s folkräkning 2020, läs online, läst: 1 januari 2022.[källa från Wikidata]
4. ↑  ”Band 12”. Nationalencyklopedin, uppslagsordet "Lake Placid". sid. 76
5. ↑  ”Games of the Xth Olympiad, Los Angeles, 1932” (på engelska). sid. 145–146. Arkiverad från originalet den 10 april 2008. https://web.archive.org/web/20080410085042/http://www.la84foundation.org/6oic/OfficialReports/1932/1932w.pdf. Läst 9 februari 2022.
6. ↑  ”BBC SPORT - Winter Olympics 2002 - Skating - Winter Olympic hero dies”. 22 januari 2002. http://news.bbc.co.uk/winterolympics2002/hi/english/skating/newsid_1776000/1776146.stm.
7. ↑  ”U.S. Potential Natural Vegetation, Original Kuchler Types, v2.0 (Spatially Adjusted to Correct Geometric Distortions)” (på engelska). https://databasin.org/datasets/1c7a301c8e6843f2b4fe63fdb3a9fe39. Läst 9 februari 2022.
8. ↑  ”USDA Interactive Plant Hardiness Map” (på engelska). United States Department of Agriculture. Arkiverad från originalet den 4 juli 2019. https://web.archive.org/web/20190704214427/https://planthardiness.ars.usda.gov/phzmweb/interactivemap.aspx. Läst 9 februari 2022.